# Erecula pachypes
Erecula pachypes is een hooiwagen uit de familie Assamiidae.